# Os, Värnamo kommun
Os (äldre stavning som ännu används i inofficiella sammanhang: Ohs) är en bebyggelse och tidigare bruksort i Värnamo kommun. Orten ligger i Gällaryds socken vid södra änden av sjön Rusken. SCB avgränsade bebyggelsen till en tätort mellan 1960 och 1970  och som en småort mellan 1995 och 2020.

## Historia
Ohs bruk anlades som ett järnbruk på 1600-talet. I slutet av 1800-talet ändrades bruket till att bli massafabrik, vilken lades ned 1978. En tid inrymdes ett museum över svensk papperstillverkning i lokalerna.
Åren 1929-1931 byggdes den stiftelseägda Ohs kyrka på initiativ av ägarfamiljen Berglund.

### Befolkningsutveckling
| Befolkningsutvecklingen i Osbruk/Os 1950–2015                                                                              | Befolkningsutvecklingen i Osbruk/Os 1950–2015 | Befolkningsutvecklingen i Osbruk/Os 1950–2015 | Befolkningsutvecklingen i Osbruk/Os 1950–2015 | Befolkningsutvecklingen i Osbruk/Os 1950–2015 |
| --- | --------------------------------------------- | --------------------------------------------- | --------------------------------------------- | --------------------------------------------- |
| |                                               |                                               |                                               |                                               |
| År |                                               |                                               | Folkmängd                                     | Areal (ha)                                    |
| 1950 | 1950                                          |                                               | 260                                           | ##                                            |
| 1960 | 1960                                          |                                               | 236                                           |                                               |
| 1965 | 1965                                          |                                               | 226                                           |                                               |
| 1990 | 1990                                          |                                               | 105                                           | 27#                                           |
| 1995 | 1995                                          |                                               | 97                                            | 27#                                           |
| 2000 | 2000                                          |                                               | 82                                            | 27#                                           |
| 2005 | 2005                                          |                                               | 72                                            | 27#                                           |
| 2010 | 2010                                          |                                               | 68                                            | 29#                                           |
| 2015 | 2015                                          |                                               | 58                                            | 40#                                           |
| Anm.: 1950 till 1965 som Osbruk. Upphörde som tätort 1970. ## Som tätort/befolkningsagglomeration 1920–1950. # Som småort. |                                               |                                               |                                               |                                               |

## Kommunikationer
Ohs bruk är känt för museijärnvägen Ohsabanan.